# Union-Matériaux
Union-Matériaux est une entreprise implantée dans le Sud de la France qui vend des matériaux pour la construction et la rénovation ainsi que des services associés. 

## Historique
Union-Matériaux est une entreprise familiale créée en 1922 par Jean Vachet, un tailleur de pierres.
La société, spécialisée dans la distribution de matériaux de construction, se développe et crée plusieurs succursales dans la région (Béziers, Sète, etc.).
En janvier 1971, Pierre Vachet, fils de Jean Vachet prend la direction de l’entreprise et continue le développement.
Le 1er janvier 2008, Union-Matériaux intègre le groupement Alteral pour la mise en commun des puissances d’achat.
Alexandre Vachet prend la suite de Pierre Vachet à la direction de l’entreprise en juillet 2008 après sa formation à différentes fonctions de l'entreprise pendant sept ans,.
Le 22 janvier 2009, Union-Matériaux prend une participation à hauteur de 15 % dans le capital de Gervais Matériaux,. Le 30 avril 2009, les 85 % restants sont acquis.
Le 1er janvier 2011, les 17 points de vente Gervais Matériaux passent sous l’enseigne commerciale Union-Matériaux. Union-Matériaux acquiert en 2016, l’agence de Mèze, ancien Gédimat,.
En 2014, Union-Matériaux est le 1er négoce en matériaux de construction à équiper ses commerciaux d’une tablette avec une application de gestion commerciale intégrée,.
En janvier 2016, Union-Matériaux crée sa base logistique à Vendargues,. Trois mois plus tard, il crée un showroom Volum à Pérols,.
En 2018, Union-Matériaux remporte le prix de la marque employeur des trophées du négoce.
En 2019, Union-Matériaux finit de rembourser la dette contractée (23 millions d'euros) lors de l'achat de Gervais Matériaux sans avoir dégradé sa trésorerie.
En 2020, l'entreprise ouvre une agence à Puisserguier. La même année, elle remporte le prix Point de vente de l'année des trophées du négoce 2020.

## Activités
Union-Matériaux vend des matériaux pour la construction et la rénovation ainsi que des services associés. Le groupe possède 36 agences sur une zone géographique qui va de Perpignan à Marseille et emploie 530 personnes. En 2022, le chiffre d'affaires est de 170 millions d'euros.